# زوع الظبى (المفلحي)

تعديل مصدري - تعديل

زوع الظبى هي إحدى قرى عزلة المفلحي بمديرية المفلحي التابعة لمحافظة لحج، بلغ تعداد سكانها 116 نسمة حسب تعداد اليمن لعام 2004.